# Lista celor mai mari clădiri de birouri din lume

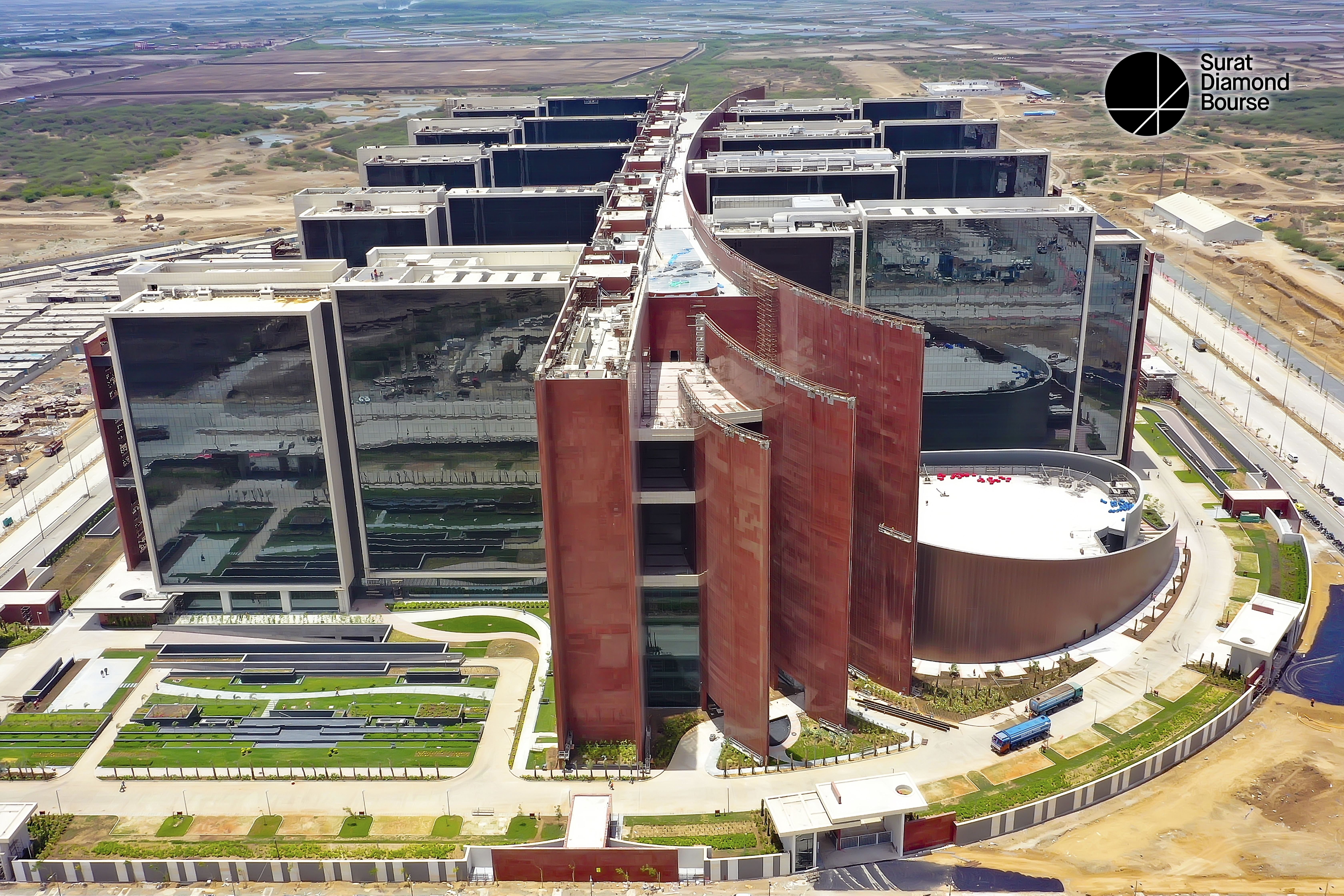
Cea mai mare clădire de birouri din lume: Bursa de Diamante Surat din India

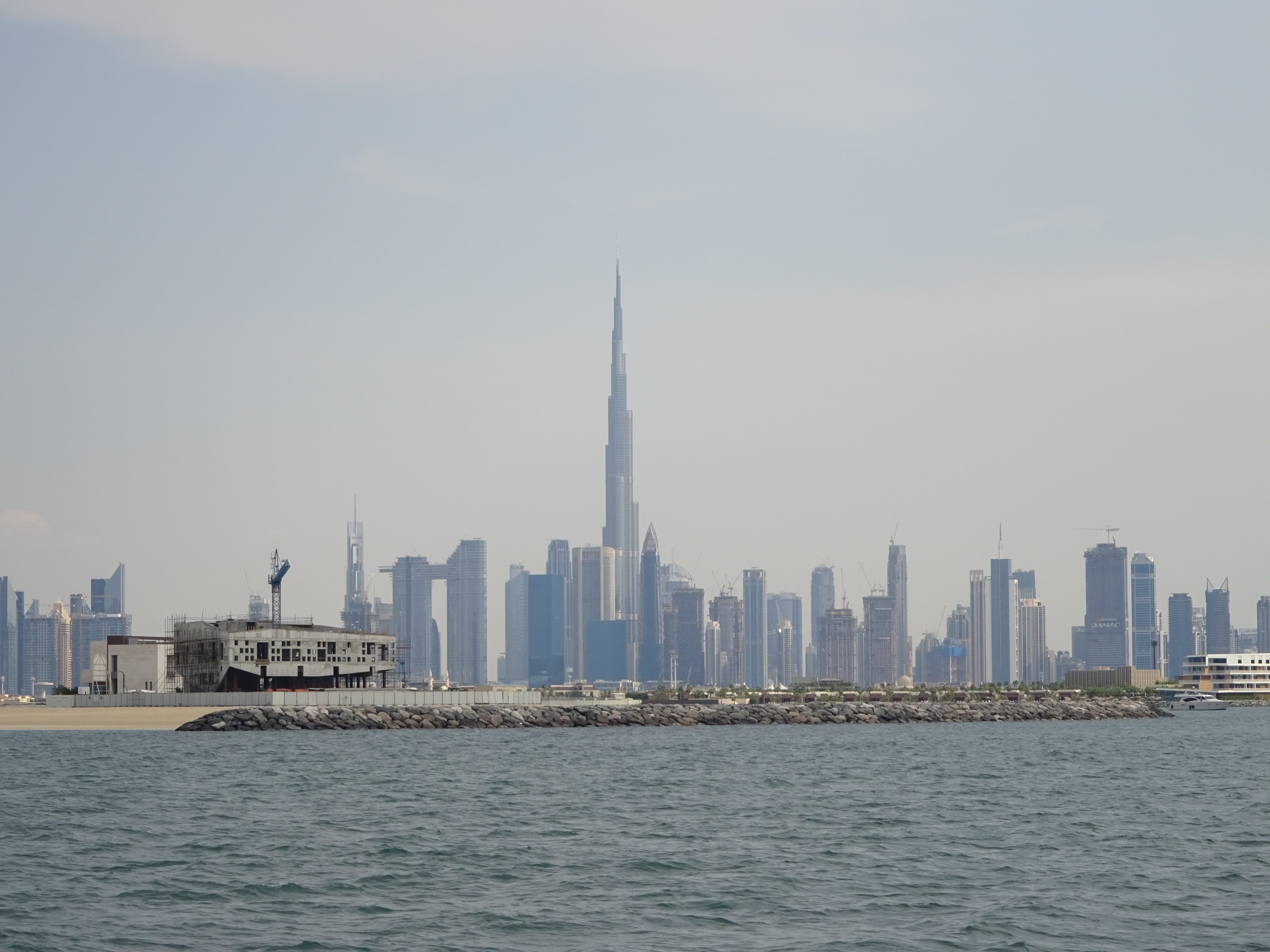
Cea mai înaltă clădire de birouri din lume: Burj Khalifa din Dubai, oraș cu 14 zgârie-nori în 2020

Lista celor mai mari clădiri de birouri din lume clasifică cele mai înalte structuri arhitecturale din lume destinate utilizării ca spații administrative (de birouri, non-rezidențiale), în funcție de suprafața totală (desfășurată). 
Deși au fost incluse și numeroase complexuri arhitectonice formate din mai multe clădiri sau corpuri de clădire interconectate, în general cele mai mari clădiri de birouri sunt clădiri înalte (zgârie-nori), concepute ca structuri închise, cu etaje accesibile permanent și o înălțime de cel puțin 300 de metri, excluzând construcțiile cu altă destinație, precum turnurile.
Clădirile pot avea o utilizare unică, fiind destinate folosirii ca spațiu de birouri în proporție de cel puțin 85%, dar există și cazuri în care clădirile au o utilizare mixtă, spațiile destinate utilizării ca birouri acoperind doar o parte din suprafața totală, diferența fiind constituită din spații destinate utilizării rezidențiale (apartamente), comerciale (supermarketuri, malluri), sportive sau de divertisment.
De exemplu, în conformitate cu definiția Consiliului pentru Clădiri Înalte și Habitat Urban (Council on Tall Buildings and Urban Habitat – CTBUH), atât The Pentagon din Statele Unite, cât și Taipei 101 din Taiwan sunt considerate clădiri cu utilizare unică, deși cea de-a doua găzduiește, pe lângă zona de birouri, un mall și un observator astronomic. În contrapartidă, Guangzhou CTF Finance Centre din China este o clădire cu utilizare mixtă, găzduind spații rezidențiale, hoteliere, de birouri și de retail.
Lista include clădirile de birouri cu o suprafață desfășurată de peste 50.000 m2. Ordinea este descrescătoare, în funcție de valoarea suprafeței totale.
| Imagine           | Nume | Oraș                        | Țară                  | Suprafață (m2) | Înălțime (m) | Niveluri | An         | Personal | Note                         |
|                   | |                             |                       |                |              |          |            |          |                              |
| ----------------- | --- | --------------------------- | --------------------- | -------------- | ------------ | -------- | ---------- | -------- | ---------------------------- |
|                   | Bursa de Diamante Surat (în gujarati સુરત ડાયમંડ બુર્સ, transliterat: Surata ḍāyamaṇḍa bursa)                                                                             | Surat, Gujarat              | India                 | 660.000        | 81,9         | 15       | 2023       | 65.000   | [ 3 ]                        |
|                   | The Pentagon (în engleză The Pentagon) | Arlington County, Virginia  | Statele Unite         | 620.000        | 23,5         | 7        | 1943       | 26.000   | [ 4 ] [ S 1 ]                |
|                   | Sediul Central Mondial și Centrul Tehnologic Chrysler (în engleză Chrysler World Headquarters and Technology Center)                                                 | Auburn Hills, Michigan      | Statele Unite         | 490.000        | 76           | 15       | 1993, 1996 | 11.000   | [ 5 ] [ 6 ]                  |
|                   | Centrul Financiar Ping An (în chineză: zh:平安金融中心平安金融中心, transliterat: Píng'ān jīnróng zhōngxīn)                                                          | Shenzhen                    | China                 | 459.187        | 599,1        | 115      | 2017       | 15.500   | [ 7 ] [ 8 ] [ 9 ] [ SP 1 ]   |
|                   | The Exchange 106 (în malaieză The Exchange 106) | Kuala Lumpur                | Malaysia              | 453.835        | 445,5        | 95       | 2019       |          | [ 10 ] [ S 2 ]               |
|                   | Sappaya-Sapasathan (în thailandeză สัปปายะสภาสถาน, transliterat S̄ạp pā ya s̄p̣hā s̄t̄hān)                                                                                 | Bangkok                     | Thailanda             | 424.000        |              | 11       | 2021       |          | [ 11 ] [ 12 ]                |
|                   | Willis Tower (în engleză Willis Tower) | Chicago                     | Statele Unite         | 413.961,47     | 442          | 108      | 1974       | 15.000   | [ 13 ] [ 14 ] [ 15 ] [ S 3 ] |
|                   | Clădirea McDermott a USAA (în engleză USAA McDermott Building) | San Antonio, Texas          | Statele Unite         | 402.432,11     | 15,25        | 4        | 1976       | 15.000   | [ 16 ]                       |
|                   | Turnurile Petronas (în malaieză Menara Berkembar Petronas) | Kuala Lumpur                | Malaysia              | 395.000        | 451,9        | 88       | 1996       |          | [ SP 2 ] [ SP 3 ]            |
|                   | Postul central de radio și televiziune din China (în chineză: 中央广播电视总台光华路办公区, transliterat: Zhōngyāng guǎngbò diànshì zǒng tái guānghuá lù bàngōng qū) | Beijing                     | China                 | 389.079        | 234          | 51       | 2012       | 10.000   | [ 17 ]                       |
|                   | Centrul Financiar Mondial din Shanghai (în chineză: 上海环球金融中心, transliterat: Shànghǎi huánqiú jīnróng zhōngxīn)                                               | Shanghai                    | China                 | 381.600        | 492          | 101      | 2008       |          | [ SP 4 ] [ S 4 ]             |
|                   | Turnul Mori de pe dealurile Roppongi (în japoneză 六本木ヒルズ森タワー, transliterat: Robbongihiruzu mori tawā)                                                      | Tokyo                       | Japonia               | 380.105        | 238          | 54       | 2003       |          | [ SP 5 ] [ S 5 ]             |
|                   | Turnul Shanghai (în chineză: 上海中心大厦, transliterat: Shànghǎi zhōngxīn dàshà)                                                                                    | Shanghai                    | China                 | 380.000        | 632          | 128      | 2014       |          | [ SP 6 ] [ S 6 ]             |
|                   | Merchandise Mart (în engleză Merchandise Mart) | Chicago                     | Statele Unite         | 372.000        | 103,6        | 25       | 1930       |          | [ 18 ] [ SP 7 ]              |
|                   | Clădirea ICICI Bank din Hyderabad (în hindi आईसीआईसीआई बैंक, transliterat: Aaeeseeaeeseeaee baink)                                                                       | Hyderabad, Telangana        | India                 | 371.000        | 70           | 20       | 2011       | 22.000   | [ 19 ]                       |
|                   | Clădirea Longao (în chineză: 龙奥大厦, transliterat: Lóng ào dàshà)                                                                                                  | Jinan, Shandong             | China                 | 370.000        | 66           | 15       | 2007       | 6.000    | [ 20 ]                       |
|                   | Palatul Parlamentului | București                   | România               | 365.000        | 84           | 12       | 1997       |          | [ 21 ] [ SP 8 ]              |
|                   | Cœur Défense (în franceză Cœur Défense) | La Défense                  | Franța                | 353.000        | 180          | 39       | 2001       |          | [ SP 9 ] [ S 7 ]             |
|                   | Aon Center din Chicago (în engleză Aon Center) | Chicago, Illinois           | Statele Unite         | 334.448        | 346,3        | 83       | 1973       |          | [ 22 ] [ S 8 ]               |
|                   | One World Trade Center (în engleză One World Trade Center) | New York City               | Statele Unite         | 325.279        | 541,3        | 108      | 2014       |          | [ 23 ] [ SP 10 ] [ S 9 ]     |
|                   | 55 Water Street (în engleză 55 Water Street) | New York City               | Statele Unite         | 325.000        | 209          | 53       | 1972       |          | [ SP 11 ] [ S 10 ]           |
|                   | Burj Khalifa | Dubai                       | Emiratele Arabe Unite | 309.473        | 828          | 160      | 2010       |          | [ SP 12 ] [ S 11 ]           |
|                   | Turnul Lotte World (în japoneză ja:ロッテワールドタワー, transliterat: Rottewārudotawā)                                                                              | Seul                        | Coreea de Sud         | 304.081        | 555          | 123      | 2016       |          | [ SP 13 ] [ S 12 ]           |
|                   | Taipei 101 (în chineză: 台北101, transliterat: Táiběi 101) | Taipei                      | Taiwan                | 294.258        | 508,6        | 101      | 2004       |          | [ SP 14 ] [ S 13 ]           |
|                   | Clădirea MetLife (în engleză MetLife Building) | New York City               | Statele Unite         | 292.000        | 246          | 59       | 1963       |          | [ SP 15 ] [ S 14 ]           |
|                   | Clădirea Ronald Reagan (în engleză Ronald Reagan Building) | Washington DC               | Statele Unite         | 290.000        |              | 15       | 1998       |          | [ 24 ] [ 25 ]                |
|                   | Campusul tehnologic IBM din Rochester (în engleză Rochester Technology Campus)                                                                                       | Rochester, Minnesota        | Statele Unite         | 290.000        |              | 3        | 1958       |          | [ 26 ]                       |
|                   | Shun Hing Square (în chineză: 信興廣場, transliterat: Xìnxìng guǎngchǎng)                                                                                            | Shenzhen                    | China                 | 280.000        | 384          | 69       | 1996       |          | [ SP 16 ] [ S 15 ]           |
|                   | Clădirea Amazon din Hyderabad (în engleză Amazon office Hyderabad)                                                                                                   | Hyderabad, Telangana        | India                 | 278.000        | 85,9         | 15       | 2019       | 15.000   | [ 27 ]                       |
|                   | Brookfield Place (în engleză Brookfield Place) | Toronto                     | Canada                | 276.110        | 260,9        | 53       | 1990       |          | [ SP 17 ] [ S 16 ]           |
|                   | Centrul de Comerț Internațional (în chineză: 環球貿易廣場, transliterat: Huánqiú màoyì guǎngchǎng)                                                                   | Hong Kong                   | China                 | 274.064        | 484          | 108      | 2010       |          | [ SP 18 ] [ S 17 ]           |
|                   | 111 Eighth Avenue (în engleză 111 Eighth Avenue) | New York City               | Statele Unite         | 270.000        | 80           | 18       | 1932       |          | [ SP 19 ]                    |
|                   | Centrul John Hancock (în engleză John Hancock Center) | Chicago                     | Statele Unite         | 260.126        | 343,7        | 100      | 1969       |          | [ SP 20 ] [ S 18 ]           |
|                   | Clădirea Apple (Apple Park) (în engleză Apple Park) | Cupertino, California       | Statele Unite         | 260.000        | 15           | 4        | 2017       | 12.000   | [ S 19 ]                     |
|                   | First Canadian Place (în engleză First Canadian Place) | Toronto                     | Canada                | 250.849        | 298,1        | 72       | 1976       |          | [ SP 21 ] [ S 20 ]           |
|                   | Turnul Nabemba (în franceză Tour Nabemba) | Brazzaville                 | Congo                 | 242.167,5      | 106          | 30       | 1986       |          | [ SP 22 ] [ S 21 ]           |
|                   | 30 Hudson Yards (în engleză 30 Hudson Yards) | New York City               | Statele Unite         | 240.000        | 387,1        | 73       | 2019       |          | [ SP 23 ] [ S 22 ]           |
|                   | World Trade Center Ciudad de México (în spaniolă World Trade Center Ciudad de México)                                                                                | Ciudad de México            | Mexic                 | 239.000        | 193,2        | 50       | 1994       |          | [ SP 24 ] [ S 23 ]           |
|                   | KK100 (în chineză: 京基100, transliterat: Jīng jī 100) | Shenzhen, Guangdong         | China                 | 220.000        | 442          | 98       | 2011       |          | [ SP 25 ] [ S 24 ]           |
|                   | Turnul Petronas 1 | Kuala Lumpur                | Malaysia              | 218.000        | 452          | 88       | 1998       |          | [ SP 26 ]                    |
| Turnul Petronas 2 | [ SP 27 ] | Kuala Lumpur                | Malaysia              | 218.000        | 452          | 88       | 1998       |          |                              |
|                   | 28 Liberty Street (în engleză 28 Liberty Street) | New York City               | Statele Unite         | 213.675        | 247,8        | 60       | 1961       |          | [ SP 28 ] [ S 25 ]           |
|                   | Turnul U.S. Steel (în engleză U.S. Steel Tower) | Pittsburgh, Pennsylvania    | Statele Unite         | 210.000        | 256,3        | 64       | 1970       |          | [ SP 29 ] [ S 26 ]           |
|                   | Empire State Building (în engleză Empire State Building) | New York City               | Statele Unite         | 208.879        | 381          | 102      | 1931       |          | [ SP 30 ] [ S 27 ]           |
|                   | Turnul JPMorgan Chase (în engleză JPMorgan Chase Tower) | Houston, Texas              | Statele Unite         | 208.382        | 305,4        | 75       | 1982       |          | [ SP 31 ] [ S 28 ]           |
|                   | CITIC Plaza [în chineză: 中信廣場 (廣州), transliterat: Zhōngxìn guǎngchǎng (Guǎngzhōu)]                                                                             | Guangzhou, Guangdong        | China                 | 205.239        | 390,2        | 80       | 1997       |          | [ SP 32 ] [ S 29 ]           |
|                   | Centrul Comercial Mondial Chongqing (în chineză: 重庆世界贸易中心, transliterat: Chóngqìng shìjiè màoyì zhōngxīn)                                                    | Chongqing                   | China                 | 204.400        | 283,1        | 60       | 2005       |          | [ SP 33 ] [ S 30 ]           |
|                   | Clădirea Administrației Departamentului Agriculturii al SUA (Clădirea Jamie L. Whitten) (în engleză Jamie L. Whitten Building)                                       | Washington D.C.             | Statele Unite         | 204.386        | 18           | 5        | 1904       |          | [ 28 ]                       |
|                   | 1221 Avenue of the Americas (în engleză 1221 Avenue of the Americas)                                                                                                 | New York City               | Statele Unite         | 204.385        | 205          | 51       | 1969       |          | [ 29 ] [ 30 ]                |
|                   | Turnul Chase (în engleză Chase Tower) | Chicago                     | Statele Unite         | 200.000        | 264,6        | 61       | 1969       |          | [ SP 34 ] [ S 31 ]           |
|                   | The Bow (în engleză The Bow) | Calgary, Alberta            | Canada                | 199.781        | 237,5        | 57       | 2013       |          | [ SP 35 ] [ S 32 ]           |
|                   | 301 South College (în engleză 301 South College) | Charlotte, Carolina de Nord | Statele Unite         | 195.468        | 179,2        | 42       | 1988       |          | [ SP 36 ] [ S 33 ]           |
|                   | Turnul Bank of America din New York [în engleză Bank of America Tower (Manhattan)]                                                                                   | New York City               | Statele Unite         | 195.095        | 365,8        | 55       | 2009       |          | [ SP 37 ] [ S 34 ]           |
|                   | 30 Rockefeller Plaza (Clădirea Comcast) (în engleză 30 Rockefeller Plaza)                                                                                            | New York City               | Statele Unite         | 195.095        | 259,1        | 70       | 1933       |          | [ SP 38 ] [ S 35 ]           |
|                   | 22 Bishopsgate (în engleză 22 Bishopsgate) | Londra                      | Regatul Unit          | 195.000        | 278,2        | 62       | 2020       |          | [ 31 ] [ SP 39 ] [ SP 40 ]   |
|                   | Fabrica Boeing din Everett (în engleză Boeing Everett Factory) | Everett, Washington         | Statele Unite         | 185.806        | 25,6         | 6        | 1993       |          | [ 32 ] [ 33 ]                |
|                   | Centrul Financiar Internațional din Hong Kong [în chineză: 國際金融中心 (香港), transliterat: Guójì jīnróng zhōngxīn (Xiānggǎng)]                                    | Hong Kong                   | China                 | 185.806        | 412          | 88       | 2003       |          | [ SP 41 ] [ S 36 ]           |
|                   | McCoy Center (în engleză McCoy Center) | Columbus, Ohio              | Statele Unite         | 185.806        | 19,5         | 4        | 1996       | 12.000   | [ 34 ]                       |
|                   | 555 California Street (în engleză 555 California Street) | San Francisco               | Statele Unite         | 183.017        | 237,4        | 52       | 1969       |          | [ SP 42 ] [ S 37 ]           |
|                   | Bank of America Plaza (în engleză Bank of America Plaza) | Dallas, Texas               | Statele Unite         | 171.300        | 280,7        | 72       | 1985       |          | [ SP 43 ] [ S 38 ]           |
|                   | Wells Fargo Plaza (în engleză Wells Fargo Plaza) | Houston, Texas              | Statele Unite         | 170.362        | 302,4        | 71       | 1983       |          | [ SP 44 ] [ S 39 ]           |
|                   | Hexagone Balard (în franceză Hexagone Balard) | Paris                       | Franța                | 165.000        |              | 7        | 2015       | 10.000   | [ 35 ] [ 36 ]                |
|                   | Turnul Almas (în arabă برج الماس, transliterat: Burj almas) | Dubai                       | Emiratele Arabe Unite | 160.000        | 360          | 68       | 2009       |          | [ SP 45 ] [ S 40 ]           |
|                   | Franklin Center (în engleză Franklin Center) | Chicago, Illinois           | Statele Unite         | 158.000        | 306,9        | 60       | 1989       |          | [ SP 46 ] [ S 41 ]           |
|                   | 10 Hudson Yards (în engleză 10 Hudson Yards) | New York City               | Statele Unite         | 158.000        | 267,7        | 52       | 2016       |          | [ SP 47 ] [ S 42 ]           |
|                   | Boca Raton Innovation Campus (BRiC) (în engleză Boca Raton Innovation Campus)                                                                                        | Boca Raton, Florida         | Statele Unite         | 157.935        | 14           | 3        | 1967       |          | [ 37 ]                       |
|                   | Centrul Federal gen. maior Emmett J. Bean (în engleză Major General Emmett J. Bean Federal Center)                                                                   | Indianapolis                | Statele Unite         | 154.219        |              | 3        | 1953       | 5.000    | [ 38 ] [ 39 ]                |
|                   | 4 Times Square (în engleză 4 Times Square) | New York City               | Statele Unite         | 150.000        | 246,5        | 48       | 1999       |          | [ SP 48 ] [ S 43 ]           |
|                   | Turnul Telekom (în malaieză Menara Telekom) | Kuala Lumpur                | Malaysia              | 150.000        | 310          | 55       | 2001       |          | [ SP 49 ] [ S 44 ]           |
|                   | Scotia Plaza (în engleză Scotia Plaza) | Toronto                     | Canada                | 149.000        | 275          | 68       | 1988       |          | [ SP 50 ] [ S 45 ]           |
|                   | Citigroup Center (în engleză Citigroup Center) | New York City               | Statele Unite         | 146.683        | 278,9        | 63       | 1977       |          | [ SP 51 ] [ S 46 ]           |
|                   | One Island East (în chineză: 港島東中心, transliterat: Gǎngdǎo dōng zhōngxīn)                                                                                        | Hong Kong                   | China                 | 144.426        | 298,1        | 68       | 2008       |          | [ SP 52 ]                    |
|                   | Turnul Key (în engleză Key Tower) | Cleveland, Ohio             | Statele Unite         | 144.000        | 289          | 57       | 1991       |          | [ SP 53 ] [ S 47 ]           |
|                   | Clădirea New York Times (în engleză The New York Times Building) | New York City               | Statele Unite         | 143.000        | 318,8        | 52       | 2007       |          | [ SP 54 ] [ S 48 ]           |
|                   | Columbia Center (în engleză Columbia Center) | Seattle, Washington         | Statele Unite         | 142.900        | 285          | 76       | 1985       |          | [ SP 55 ] [ S 49 ]           |
|                   | Plaza 66 din Shanghai (în chineză: 上海恒隆广场, transliterat: Shànghǎi hénglóng guǎngchǎng)                                                                         | Shanghai                    | China                 | 140.263        | 288,2        | 66       | 2001       |          | [ SP 56 ] [ S 50 ]           |
|                   | Clădirea Harry S. Truman (în engleză Harry S Truman Building) | Washington DC               | Statele Unite         | 140.000        | 30,5         | 8        | 1941, 1960 | 8.000    | [ 40 ] [ SP 57 ]             |
|                   | Turnul Băncii Chinei din Hong Kong [în chineză: 中銀大廈 (香港), transliterat: Zhōngyín dàshà (Xiānggǎng)]                                                           | Hong Kong                   | China                 | 133.800        | 367,4        | 72       | 1990       |          | [ 41 ] [ SP 58 ] [ S 51 ]    |
|                   | Turnul US Bank (în engleză US Bank Tower) | Los Angeles                 | Statele Unite         | 133.087        | 310,3        | 73       | 1989       |          | [ SP 59 ] [ S 52 ]           |
|                   | Central Plaza din Hong Kong (în chineză: 中環廣場 (香港), transliterat: Zhōnghuán guǎngchǎng (Xiānggǎng))                                                            | Hong Kong                   | China                 | 130.140        | 373,9        | 78       | 1992       |          | [ SP 60 ] [ S 53 ]           |
|                   | Turnul Salesforce din San Francisco (în engleză Salesforce Tower) | San Francisco, California   | Statele Unite         | 130.064        | 326,1        | 61       | 2018       |          | [ SP 61 ] [ S 54 ]           |
|                   | Bank of America Corporate Center (în engleză Bank of America Corporate Center)                                                                                       | Charlotte, Carolina de Nord | Statele Unite         | 130.063        | 265,5        | 60       | 1992       |          | [ SP 62 ] [ S 55 ]           |
|                   | The Center (în chineză: 中環中心, transliterat: Zhōnghuán zhōngxīn)                                                                                                  | Hong Kong                   | China                 | 130.032        | 346          | 73       | 1998       |          | [ SP 63 ]                    |
|                   | Brookfield Place (în engleză Brookfield Place) | Calgary, Alberta            | Canada                | 130.000        | 247          | 56       | 2017       |          | [ SP 64 ]                    |
|                   | The Shard (în engleză The Shard) | Londra                      | Regatul Unit          | 127.071        | 221          | 72       | 2012       |          | [ S 56 ]                     |
|                   | Wheelock Square (în chineză: 会德丰国际广场, transliterat: Huì dé fēng guójì guǎngchǎng)                                                                             | Shanghai                    | China                 | 114.075        | 270,5        | 55       | 2009       |          | [ SP 65 ]                    |
|                   | 311 South Wacker Drive (în engleză 311 South Wacker Drive) | Chicago                     | Statele Unite         | 130.000        | 292,9        | 65       | 1990       |          | [ SP 66 ] [ S 57 ]           |
|                   | Two Prudential Plaza (în engleză Two Prudential Plaza) | Chicago                     | Statele Unite         | 130.000        | 303,3        | 64       | 1990       |          | [ SP 67 ] [ S 58 ]           |
|                   | Comcast Center (în engleză Comcast Center) | Philadelphia, Pennsylvania  | Statele Unite         | 130.000        | 296,7        | 57       | 2008       |          | [ SP 68 ]                    |
|                   | Cadillac Place (în engleză Cadillac Place) | Detroit, Michigan           | Statele Unite         | 129.600        | 67           | 15       | 1922       | 2.000    | [ 42 ] [ 43 ]                |
|                   | Bank of America Plaza (în engleză Bank of America Plaza) | Atlanta, Georgia            | Statele Unite         | 121.980        | 311,8        | 55       | 1992, 2014 |          | [ SP 69 ] [ S 59 ]           |
|                   | Sediul operațional Verizon (în engleză Verizon Operations Headquarters)                                                                                              | Basking Ridge, New Jersey   | Statele Unite         | 120.774        |              | 4        | 1975       | 6.000    | [ 44 ]                       |
|                   | Clădirea Ministerului Afacerilor Externe și Cooperării Internaționale (Palazzo della Farnesina) (în italiană Palazzo della Farnesina)                                | Roma                        | Italia                | 120.000        | 51           | 62       | 1959       |          | [ 45 ]                       |
|                   | Centrul Cheung Kong (în chineză: 長江集團中心, transliterat: Chángjiāng jítuán zhōngxīn)                                                                             | Hong Kong                   | China                 | 117.000        | 282,8        | 63       | 1999       |          | [ SP 70 ] [ S 60 ]           |
|                   | Aon Center din Los Angeles (în engleză Aon Center) | Los Angeles, California     | Statele Unite         | 116.128        | 261,5        | 62       | 1973       |          | [ SP 71 ] [ S 61 ]           |
|                   | One Canada Square (în engleză One Canada Square) | Londra                      | Regatul Unit          | 113.727        | 236          | 50       | 1991       |          | [ 46 ] [ SP 72 ] [ S 62 ]    |
|                   | One Liberty Place (în engleză One Liberty Place) | Philadelphia, Pennsylvania  | Statele Unite         | 111.483        | 288          | 61       | 1987       |          | [ SP 73 ] [ S 63 ]           |
|                   | Clădirea Federală Richard Bolling (în engleză Richard Bolling Federal Building)                                                                                      | Kansas City, Missouri       | Statele Unite         | 111.483        | 91           | 18       | 1965       |          | [ SP 74 ]                    |
|                   | Truist Plaza (în engleză Truist Plaza) | Atlanta, Georgia            | Statele Unite         | 111.400        | 264,3        | 60       | 1992       |          | [ SP 75 ]                    |
|                   | Clădirea Chrysler (în engleză Chrysler Building) | New York City               | Statele Unite         | 111.000        | 318,9        | 77       | 1930       |          | [ SP 76 ] [ S 64 ]           |
|                   | Clădirea Băncii Minsheng din Wuhan (în chineză: 武汉民生银行大厦, transliterat: Wǔhàn mínshēng yínháng dàshà)                                                        | Wuhan, Hubei                | China                 | 110.000        | 331          | 68       | 2007       |          | [ SP 77 ] [ S 65 ]           |
|                   | One Atlantic Center (în engleză One Atlantic Center) | Atlanta, Georgia            | Statele Unite         | 100.000        | 249,9        | 50       | 1987       |          | [ SP 78 ] [ S 66 ]           |
|                   | Turnul de birouri Emirates (în arabă برج مكاتب الإمارات, transliterat: Burj makatib al'iimarat)                                                                      | Dubai                       | Emiratele Arabe Unite | 100.000        | 354,6        | 54       | 2000       |          | [ SP 79 ] [ S 67 ]           |
|                   | Turnul Salesforce din Indianapolis (în engleză Salesforce Tower) | Indianapolis, Indiana       | Statele Unite         | 84.092         | 213,7        | 49       | 1990       |          | [ SP 80 ]                    |
|                   | 70 Pine Street (în engleză 70 Pine Street) | New York City               | Statele Unite         | 80.360         | 290,2        | 67       | 1932       |          | [ SP 81 ] [ S 68 ]           |
|                   | Transamerica Pyramid (în engleză Transamerica Pyramid) | San Francisco, California   | Statele Unite         | 50.000         | 260          | 48       | 1972       |          | [ SP 82 ] [ S 69 ]           |